# Vida e Morte: Crepúsculo Reimaginado
Vida e Morte: Crepúsculo Reimaginado (Life and Death: Twilight Reimagined, no original) é uma história sobre vampiros da autoria de Stephenie Meyer. O livro foi lançado no Brasil em 1º de novembro de 2015 em comemoração aos dez anos da série Crepúsculo.
Nesta versão da saga, Bella Swan é retratada em modo genderbender (inversão de sexo do personagem, também chamado de genderswap) como Beaufort "Beau" Swan, um jovem estudante que se muda de Phoenix, Arizona, para Forks, Washington, colocando sua vida e de sua família em risco ao apaixonar-se pela bela vampira Edythe Cullen, a versão inversa de Edward Cullen. 
O desenrolar do enredo ocorre em paralelo ao do livro Crepúsculo, mas conforme entrevistas da própria autora a personalidade de Beau e Edythe são bastante diferentes da de suas contrapartes Bella e Edward.

## Resumo
Beau Swan muda-se da ensolarada Phoenix, Arizona para a chuvosa cidade de Forks, Washington, para viver com seu pai, Charlie,  Segundo ele, a sua mãe (Renée) sentia-se triste por não poder acompanhar o seu novo marido (Phil Dwyer) aos jogos de beisebol, então, Beau decide mudar-se para dar mais espaço ao casal.
A chegada dele a Forks desperta imensa curiosidade em toda a gente. Esta é uma cidade calma, onde todos se conhecem e, por isso, a sua chegada era bastante aguardada. Beau depressa descobre como seria monótona e entediante a sua vida em Forks, caso Edythe Cullen, a misteriosa moça que se senta a seu lado na aula de Biologia, não lhe despertasse tanta curiosidade e servisse de fugida à sua rotina diária. No primeiro dia que ele a vê, Edythe aparenta sentir repugnância  por ele, chegando mesmo a tentar mudar os seus horários para evitá-lo, uma vez que o cheiro do sangue de Beau era muito tentador para ela.
Assim por diante as revelações seguem-se quase iguais ao livro original Crepúsculo. 

## Capítulos
Segue-se uma lista dos capítulos do livro nas edições americana, brasileira e portuguesa:
| Cap. | Estados Unidos | Brasil           | Portugal       |
| ---- | -------------- | ---------------- | -------------- |
| *    | Preface        | Prólogo          | Prefácio       |
| 1    | First Sight    | À Primeira Vista | Primeira Vista |
| 2    | Open Book      | Livro Aberto     | Livro Aberto   |
| 3    | Phenomenon     | Fenômeno         | Fenómeno       |